# David Gonzalez
David Gonzalez (Santander, Cantabria, 29 de diciembre de 1974) es un exjugador de balonmano australiano de origen español. Participó en los Juegos Olímpicos de Sídney 2000, en los que su selección terminó en 12.ª posición.